# Neglingeön

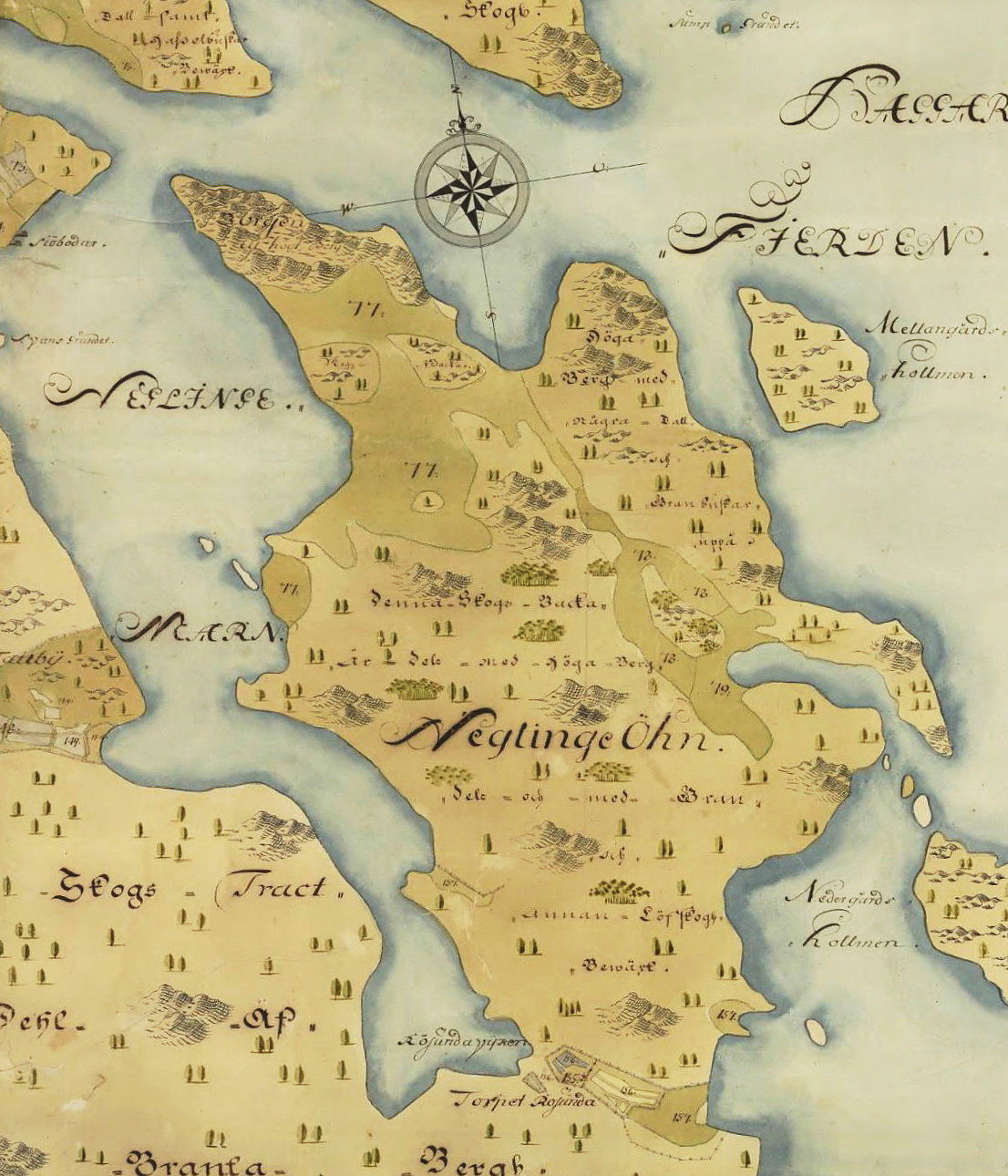
Neglingehalvön och Neglingeviken 1722.

Neglingeön är en halvö i centrala Saltsjöbaden, Nacka kommun.

## Beskrivning
Neglingeön har sitt namn efter Neglinge respektive Neglinge gård som fram till 1891 hörde till godset Erstavik. Halvön omfattar en areal av cirka 75 hektar och begränsas i väster av Neglingeviken, i öster av Baggensfjärden och i norr av Pålnäsviken.
Den tidigare ön i Baggensfjärden har genom landhöjningen och utfyllnader blivit till en halvö som enbart via ett smalt sund till Pålnäsviken har kontakt med Baggensfjärden. På en karta från 1722 framgår att Neglinge Öhn var då en bergig och skogbevuxen trakt utan bebyggelse. 
Längst i söder, på landtungan mellan Neglingemaren och Baggensfjärden, låg fiskartorpet Rösunda som lydde under Erstavik. Bland andra bodde här Birger Sjöbergs farfar som var fiskare under Erstavik. Stugan finns kvar och är en sista rest  från områdets äldsta historia, men idag helt omgiven av byggnaderna för Saltsjöbadens sjukhus. Rösunda var även områdets äldre namn innan det döptes om till Saltsjöbaden och lever vidare i en del fastighetsbeteckningar. För Neglingeöns vidare utveckling efter 1889 se Saltsjöbadens historik.